# Bathurstův ostrov (Austrálie)
Bathurstův ostrov (anglicky Bathurst Island) je ostrov, který leží 60 až 80 km severně od Darwinu ve východní části Timorského moře. Je součástí Australského Severního teritoria. Ostrovy vznikly před 6 000 lety vlivem zvyšující se vodní hladiny.
Ostrov je společně s Melvillovým ostrovem domovem domorodců kmene Tiwi. Proto se jim také říká Tiwi Islands. Hlavním městem a administrativním centrem je Nguiu založené belgickou misií.Ostrov byl pojmenován po britském ministru kolonií lordu Bathurstovi.

## Související články

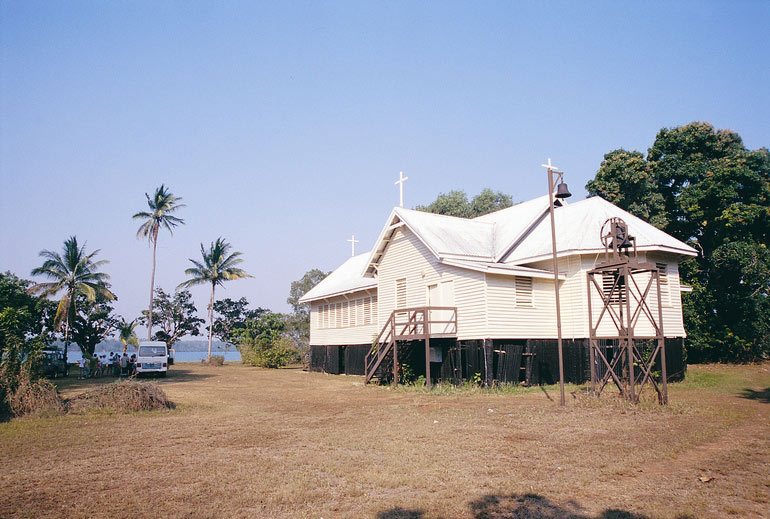
Kostel na ostrově